# Aggerud
Aggerud es un barrio de la ciudad de Karlskoga (Suecia). Limita con los barrios de Skranta por el norte, Bregården por el este, y Stråningstorp por el oeste.